# 232P/Hill
232P/Hill, komet Jupiterove obitelji